# A11 (Groot-Brittannië)
De A11 is een hoofdverkeersweg in Engeland.
De weg verbindt Norwich via Thetford en Newmarket met Londen en is 180 km lang.

## Routebeschrijving
De A11 begint in de stad Norwich op de rotonde Chapelfield Road/Queen's Road met de A147. De weg loopt is zuidwestelijke richting door de stad en sluit op de kruising Ipswich Road A1056 en kruist op de rotonde Mile End/Daniels Road de A140. De weg loopt Norwich uit en kruist op de Thickthorn Interchange de A147. De weg loopt verder via de rondwegen van Wymondham en Attleborough. De A11 loopt nu over de rondweg van Thetford, hier kruist bij rotonde Thetford-North A1075, sluit op de rotonde Thetford-Centre zowel de A134 als de A1066 en is er tot aan rotonde Thetford-South een samenloop A134. De weg loopt via de rondweg Mildenhall waar op een rotonde in het zuidoosten van de stad de A1101 en de A1065 aansluiten. De weg loopt verder via de rondweg van Red Lodge en sluit bij de Waterhall Interchange  aan op de A14 en de A1304. Tussen Waterhall interchange en afrit Nine Mile Hill 1open de A11 en de A14 samen over de rondweg van Newmarket. Op afrit Nine Mile Hill buigt de A11 weer af en passeert de afrit Six Mile Bottom waar de A1304 aansluit. De weg loopt langs de afrit Four Westways waar de A1307 aansluit en over de rondweg van de The Abingtons waar de A505 aansluit. Bij afrit Stump Hill gaat de A11 vervolgens over in de M11 en sluit de A1301 aan.
Vervanging
Tussen afrit Stump Hill en Bow interchange in Londen is de weg vervangen door de M11, de M25, A12 en de A118.
Voortzetting
Londen
De weg begint weer in Londen op de Bow Interchange Roundabout waar ze in het verlengde van de A118 de stad inloopt en aansluit op de A12, kruist op de kruising Grove Road/Burdett Road de A1205, sluit op de kruising Carnach Street de A107 aan, sluit op de kruising Commercial Road de A13 en kruist op de kruising Commerce Street/Leman Street de A1202. De A11 eindig op een kruising met de A1210 en de A1211.